# 瑶山泛树蛙
瑶山泛树蛙（学名：Polypedates yaoshanensis）为树蛙科泛树蛙属的两栖动物，是中国的特有物种。分布于广西等地。该物种的模式产地在广西瑶山。其种加词“yaoshanensis”意为“瑶山的”。

## 保护
本种于2023年被收录入《有重要生态、科学、社会价值的陆生野生动物名录》。